# 小行星2742
小行星2742（2742 Gibson）是一颗绕太阳运转的小行星，为主小行星带小行星。该小行星于1981年5月6日发现。
該小行星以美國天文學家詹姆斯·B·吉布森（James B. Gibson）命名。

## 轨道参数
小行星2742的轨道半长轴为2.9098052 UA，离心率为0.063。